# Хоенбуко
Хоенбуко (њем. Hohenbucko) општина је у њемачкој савезној држави Бранденбург. Једно је од 33 општинска средишта округа Елбе-Елстер. Према процјени из 2010. у општини је живјело 696 становника. Посједује регионалну шифру (AGS) 12062237.

## Географски и демографски подаци
Хоенбуко се налази у савезној држави Бранденбург у округу Елбе-Елстер. Општина се налази на надморској висини од 131 метра. Површина општине износи 42,7 km². У самом мјесту је, према процјени из 2010. године, живјело 696 становника. Просјечна густина становништва износи 16 становника/km².